# Gentlemen Take Polaroids
Albums de Japan
Quiet Life
(1979) Tin Drum
(1981)
Singles
1. Gentlemen Take Polaroids (en)
Sortie : 10 octobre 1980
2. Nightporter (en)
Sortie : 12 novembre 1982

Gentlemen Take Polaroids est le quatrième album du groupe Japan, sorti en 1980. C'est leur premier sur le label Virgin Records, et le dernier avec le guitariste Rob Dean.

## Fiche technique

### Titres
Toutes les chansons sont écrites et composées par David Sylvian, sauf mention contraire.
| 1. | Gentlemen Take Polaroids (en) |  | 7:08 |
| 2. | Swing                         |  | 6:23 |
| 3. | Burning Bridges               |  | 5:23 |
| 4. | My New Career                 |  | 3:52 |

| 5. | Methods of Dance         |                                                           | 6:53 |
| 6. | Ain't That Peculiar (en) | Smokey Robinson, Warren Moore, Marv Tarplin, Bobby Rogers | 4:40 |
| 7. | Nightporter (en)         |                                                           | 6:57 |
| 8. | Taking Islands in Africa | Ryūichi Sakamoto, David Sylvian                           | 5:12 |

### Musiciens
- Japan :
  - David Sylvian : chant, guitare, synthétiseurs, piano
  - Mick Karn : basse, hautbois, saxophone, flûte
  - Steve Jansen : batterie, percussions, synthétiseurs
  - Richard Barbieri : synthétiseurs, séquenceur, piano
  - Rob Dean : guitare, eBow

- Autres musiciens :
  - Ryūichi Sakamoto : synthétiseurs
  - Simon House : violon sur My New Career
  - Cyo : chant sur Methods of Dance
  - Barry Guy : contrebasse
  - Andrew Cauthery : hautbois

### Classements et certifications
| Classement                     | Meilleure position |
| ------------------------------ | ------------------ |
| Royaume-Uni (UK Singles Chart) | 51                 |